# دستگاه ریشه‌ای

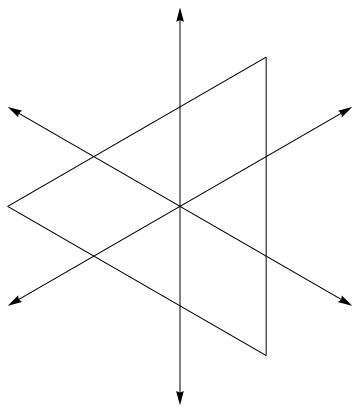
نوعی ریشه یابی از طریق مثلث

دستگاه ریشه‌ای (به انگلیسی: Root System)، پیکره‌بندی از بردارها در فضای اقلیدسی است که در خواص هندسی به‌خصوصی صدق می‌کنند. این مفهوم در نظریه گروه‌های لی و جبرهای لی، به‌خصوص در رده‌بندی و نظریه نمایش مربوط به جبرهای لی نیم-ساده، نقش بنیادینی دارد. از آنجا که گروه‌های لی (و برخی از اشیاء مشابه آن‌ها چون گروه‌های جبری) و جبرهای لی، طی قرن بیستم در بسیاری از بخش‌های ریاضیات نقش مهمی پیدا کرده‌است. تعدد کاربردهای دستگاه‌های ریشه‌ای در حوزه‌های مختلفی از ریاضیات، نشان‌دهنده اهمیت ذاتی آن است. همچنین، الگوی رده‌بندی دستگاه‌های ریشه‌ای توسط نمودارهای دینکین، در بخشی از ریاضیات رخ می‌دهند که لزوماً ارتباط آشکاری با نظریه لی ندارد (همچون نظریه تکینگی). در نهایت، دستگاه‌های ریشه‌ای به خودی خود در مواردی چون نظریه طیفی گراف‌ها، مهم تلقی می‌گردند.

## ارجاعات
1. ↑  Cvetković, Dragoš (2002). "Graphs with least eigenvalue −2; a historical survey and recent developments in maximal exceptional graphs". Linear Algebra and Its Applications. 356 (1–3): 189–210. doi:10.1016/S0024-3795(02)00377-4.